# Sakura-Con
A Sakura-Con háromnapos animetalálkozó, melyet évenként rendeznek meg márciusban vagy áprilisban a Seattle-i Washington State Convention & Trade Center épületében. A hagyományosan húsvét hétvégéjén megtartott rendezvény az egyik legnagyobb animetalálkozó északnyugaton és a hetedik legnagyobb Észak-Amerikában. A találkozót az Asia-Northwest Cultural Education Association (ANCEA) szervezi.

## Programjai
A találkozó programjait jellemzően animevetélkedők, AMV-vetélkedők, művészeti kiállítások, művészsarkok, rave-ek, gyűjthető kártyajátékozás, cosplaysakk, cosplayversenyek, kiállítások, divatbemutatók, japán kulturális művészetek és bemutatók (aikidó-bemutatók, kabuki-előadások, kendama-bemutatók, kendó-párbajok, taiko-dobolás, teaszertartások), japán pop- és rockkoncertek, karaoke, álarcosbálok, panelek, asztali szerepjátékozás, videójátékozás (játéktermi, konzolos és személyi számítógépes) és 24-órás filmvetítések teszik ki. A találkozón a nap 24 órájában fut valamilyen program.
2002-ben egy jótékonysági árverezés keretében 4 560 dollárt hoztak össze a Make-A-Wish Foundationnek. A 2010-es jótékonysági árverezésen már 27 000 dollárt hoztak össze, szintén a Make-A-Wish Foundationnek. A 2012-es rendezvényen előtt 90 000 dollárt gyűjtöttek össze a 2011-es tóhokui földrengés és cunami károsultjainak megsegítésére. A 2015-ös jótékonysági árverezésen több, mint 40 000 dollárt szedtek össze a Make-A-Wish Foundationnek.

## Története

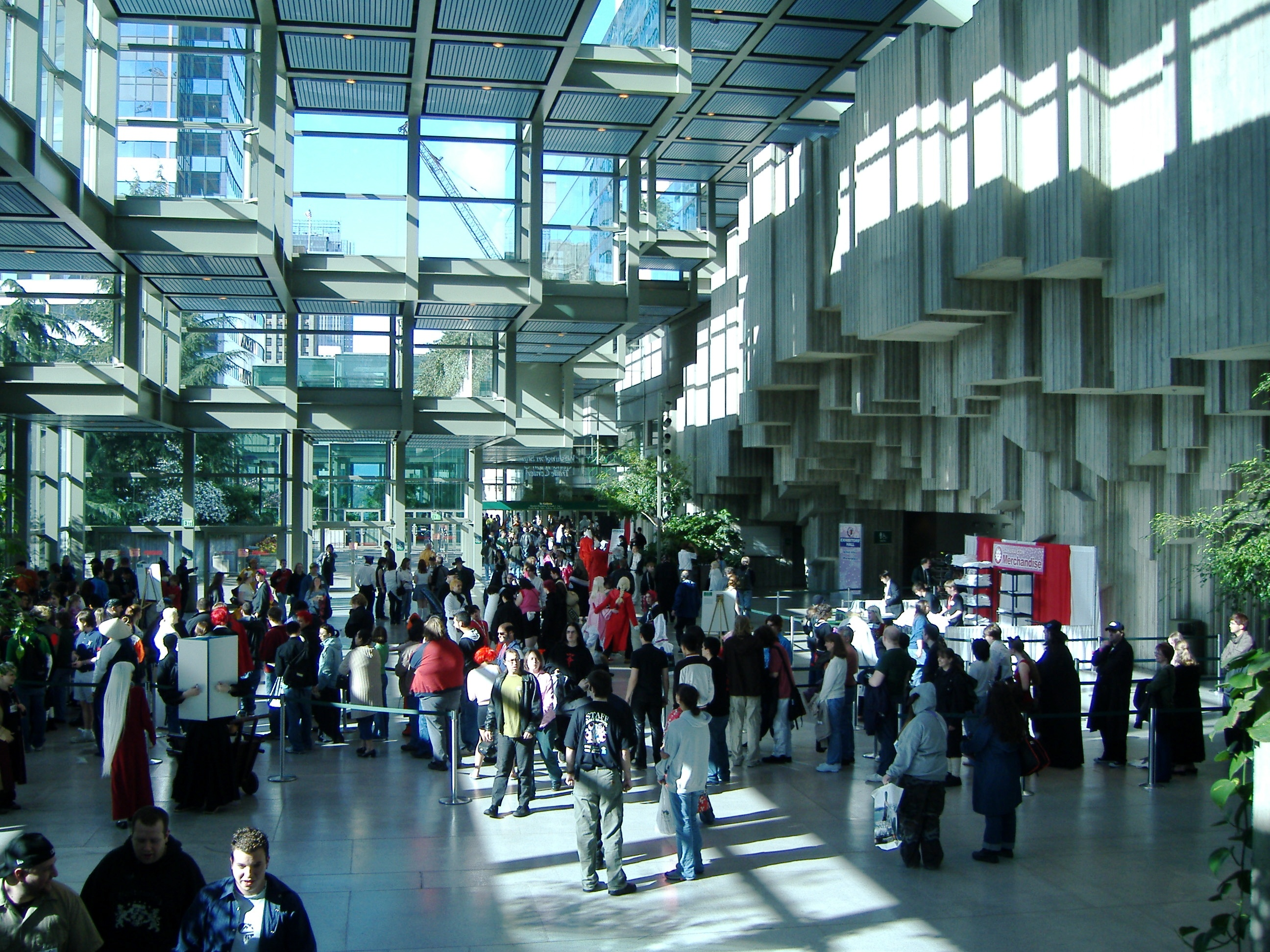
A 2006-os Sakura-Con

A Sakura-Con gyökerei a sci-fi találkozók közönségére vezethetőek vissza. Néhány animerajongó úgy gondolta, hogy a Norwesconon és a hasonló találkozókon nem kapnak elég rivaldafényt az animék, így úgy döntöttek, hogy egy tacomai képregényboltban animetalálkozót fognak rendezni. Az eredetileg Baka!-Conra keresztelt rendezvényt (a baka vagy ばか jelentése idióta) először 1998-ban a tukwilai Double Tree Innben tartották meg. 2000-ben Sakura-Conra cserélték a nevét (a szakura vagy 桜 jelentése cseresznyevirág).
2002-ben a találkozó a Seattle Airport Hilton & Conference Center kiállítási terének 70%-át használta ki, a megyei képviselők és a helyi japán főkonzulátus is beszédet mondott a megnyitóján. 2003-ban számos vendég lemondta a megjelenését; Isida Joko és Jamamoto Maria a Pioneer nemzetközi viszályok alatti utazásra vonatkozó cégpolitikája miatt, de Daicsi Akitaro és Okuda Acusi sem vett részt. A 2004-es évben körülbelül 4 500 fő vett részt a rendezvényen. 2005-ben a Sakura-Con szervezőinek 5 100 főre kellett korlátoznia a látogatók számát és haza kellett küldeniük az embereket, ezért a következő évtől a nagyobb befogadóképességű Washington State Convention & Trade Center épületébe költöztették át a találkozót.
A 2007-es rendezvény 55 órán keresztül futott és 1 200 órányi programja volt, és körülbelül csak a látogatók fele érkezett Seattle környékéről. Konno Tacunorit, a Bandai Visual USA vezérigazgatóját a cég 2007-es panelján a rajongók keményen ostorozták a vállalat árpolitikája miatt. A 2008-as Scandal-koncerten 7000 ember volt jelen. A 2009-es rendezvényen öt koncert, három táncverseny, egy nagy játéktér, hét mozi és több, mint 1 000 órányi program volt. A jegyvásárlásnál akár több, mint 3 órát is sorba kellett állni. A Sakura-Con 2009-ben megközelítőleg 13 millió dollár bevételt hozott Seattle gazdaságába.
A találkozót 2010-ben hat emeleten tartották hat játéktérrel, hét paneltérrel és öt videoszobával. A Dazzle Vision és a High and Mighty Color koncertekre több, mint 4 000-en voltak kíváncsiak, míg az Exist Trace 2011-es fellépésre több, mint 3 000-en. A rendezvény 2012-es kiadása előtt több, mint 12 000-en váltották meg a jegyeiket előre. A 2013-as Sakura-Con 19 millió dollárt adott hozzá a helyi gazdasághoz.

### Vendégek
| Dátum                       | Helyszín                                                   | Nézőszám | Vendégek |
| --------------------------- | ---------------------------------------------------------- | -------- | --- |
| 1998. április 24–26.        | Double Tree Inn Tukwila                                    | 313      | Tony Butler, Bruce Duffy, Dr. Antonia Levi, Stu Levy, Sam Liebowietz, Neil Nadelman és Ron Scovil. |
| 1999. április 23–25.        | Double Tree Inn Tukwila                                    | 553      | Daiko Jusin, Tiffany Grant, Tristan MacAvery és Stan Sakai. |
| 2000. március 31–április 2. | Double Tree Inn Tukwila                                    | 866      | Daiko Jusin, Sandy Fox, Tiffany Grant, Lex Lang, Dr. Antonia Levi, Tristan MacAvery, Doug Smith és a Taka Koto Ensemble. |
| 2001. április 27–29.        | Holiday Inn and Convention Center Everett                  | 1 519    | Steve Bennett, Hajasi Hiroki, Igucsi Micutaka, Pamela Lauer, Dr. Antonia Levi, Mary Ohno & The Kabuki Academy, Lorraine Reyes, Lia Sargent és a Taka Koto Ensemble. |
| 2002. április 26–28.        | Seattle Airport Hilton & Conference Center Seattle         | 2 328    | Johnny Yong Bosch, Jessica Calvello, Jonemura Masakazu, Pamela Lauer, Dr. Antonia Levi, Nagahama Hirosi, Siojama Norio és a Cunami Taiko. |
| 2003. április 4–6.          | Seattle Airport Hilton & Conference Center Seattle         | 3 023    | Fred Gallagher, Hilary Haag, Kikukava Jukio, Nagahama Hirosi, Michelle Ruff, Szakurai Szuszumu, Simamura Hidakazu és Jamakava Josinobu. |
| 2004. április 23–25.        | Seattle Airport Hilton és a Sea-Tac Marriott Hotel Seattle | 4 775    | Abe Jositosi, Colleen Clinkenbeard, Daicsi Akitaró, Michael Dobson, Fred Gallagher, Jerry Holkins, Kikuta Hiroki, Mike Krahulik, Scott McNeil, Nagahama Hirosi, Monica Rial, Szakamoto Kaeko, Szaszaki Run, Eric P. Sherman, Simabukuro „hiro” Hiroko, Ueda Jaszujuki és Umakosi Josihiko. |
| 2005. április 8–10          | Seattle Airport Hilton és a Sea-Tac Marriott Hotel Seattle | 4 745    | Angela, Tom Bateman, Greg Dean, Jerry Holkins, Kato Kumiko, Kikuta Hiroki, Mike Krahulik, Nagahama Hirosi, Ótani Ikue, Szaszaki Run, Szató Tacuo, Travis Willingham és Tommy Yune. |
| 2006. március 24–26.        | Washington State Convention & Trade Center Seattle         | 8 300    | The 404s, Katie Bair, Ippongi Bang, Jessica Boone, Camino, Fred Gallagher, Michael „Piano Squall” Gluck, Jerry Holkins, Hosino Takanori, Kimura Takahiro, Mike Krahulik, Kurata Hidejuki, Tony Oliver, Szaszaki Run, Stephanie Sheh, Tanigucsi Goró, David Vincent és David Williams. |
| 2007. április 6–8.          | Washington State Convention & Trade Center Seattle         | 11 000   | A-Key-Kyo, Colleen Clinkenbeard, Daicsi Akitaroó, Michael „Piano Squall” Gluck, K. T. Gray, Shawn Handyside, Hirano Kóta, Jerry Holkins, Jeph Jacques, Kyle Jones, Jonathan Klein, Mike Krahulik, Kurata Hidejuki, Jason Liebrecht, Lin Clover, Sam Logan, Vic Mignogna, Move, Nagahama Hirosi, Nazuka Kaori, Naitó Jaszuhiro, Liam O’Brien, Monica Rial, Rooster Teeth Productions, Carrie Savage, Simamoto Szumi, Doug Smith, Spike Spencer, John Swasey és Josida Tosifumi. |
| 2008. március 28–30.        | Washington State Convention & Trade Center Seattle         | 13 600   | Ali Project, J.L. Anderson, Robby Bevard, Caitlin Glass, Brandon Graham, Todd Haberkorn, Wes Hartman, Jerry Holkins, Izubucsi Jutaka, Kageszaki Juna, Kavamoto Tosihiro, Roland Kelts, Ketchup Mania, Kikuta Hiroki, Mike Krahulik, M. Alice LeGrow, Vic Mignogna, Jake Myler, Nagahama Hirosi, Joshua Ortega, Brina Palencia, Derek Stephen Prince, Scandal, Siozaki Júdzsi, The Slants és Júki Nobuteru.                                                                     |
| 2009. április 10–12         | Washington State Convention & Trade Center Seattle         | 16 586   | Abe Jostitosi, Leah Clark, Greg Dean, Aaron Dismuke, Peter Fernandez, Girugamesh, Todd Haberkorn, Shawn Handyside, Hangry & Angry, Jerry Holkins, Roland Kelts, Jonathan Klein, Mike Krahulik, Joel McDonald, Mjudzsi, Szaszaki Nozomu, Okamoto Hideo, Wendy Powell, The Slants, Smile.dk, Soul Candy, David Stanworth, J. Michael Tatum és Jamagucsi Kappei. |
| 2010. április 2–4.          | Washington State Convention & Trade Center Seattle         | 18 002   | Troy Baker, Luci Christian, Dazzle Vision, Richard Epcar, Todd Haberkorn, High and Mighty Color, Horikava Rjó, The Hsu-nami, Imagava Jaszuhiro, Ito Noizi, Kadovaki Mai, Vic Mignogna, Minova Jutaka, Morinaga Rika, Nisimura Szatosi, Nonaka Cujosi, Brina Palencia, Chris Patton, Wendy Powell, Soul Candy, Kent Williams és Josimacu Takahiro. |
| 2011. április 22–24.        | Washington State Convention & Trade Center Seattle         | 19 040   | 6%Dokidoki, Berryz kóbó, Chris Bevins, DJ Blade, Chris Cason, Jo Chen, Cynthia Cranz, Exist Trace, Tiffany Grant, Clarine Harp, Roland Kelts, Cassandra Lee, Micuisi Kotono, Morijama Daiszuke, Tony Oliver, Wendy Powell, DJ Rize, DJ Saiyan, Stephanie Sheh, Mike Sinterniklaas, Sixh., Spunk da Bunny, Szuzumi Acusi, Jason Thompson, Cristina Vee és Vofan. |
| 2012. április 6–8.          | Washington State Convention & Trade Center Seattle         | 21 457   | Steven Blum, Leah Clark, Todd Haberkorn, Clarine Harp, H. Naoto, Ivakami Acuhiro, Kavamura Fumiko, Jonathan Klein, Reuben Langdon, Jamie Marchi, Minova Jutaka, Óta Kacusi, Chris Sabat, Stereopony, Szuva Micsihiko, Tateo Recu, Urobucsi Gen, Vakesima Kanon, Kavadzsiri Josiaki és Zekkjó. |
| 2013. március 29–31.        | Washington State Convention & Trade Center Seattle         | ~21 000  | Aoi Eir, Fudzsimura Ajumi, Gashicon, Haruna Luna, Isizuka Acuko, Kavahara Reki, Kavamoto Tosihiro, Vic Mignogna, Motohiro Kacujuki, Bryce Papenbrook, Stephanie Sheh, Siotani Naojosi, John Swasey és Vada Dzsódzsi. |
| 2014. április 18–20         | Washington State Convention & Trade Center Seattle         | 23 103   | Adacsi Singo, Akai Tosifumi, Aszano Kjódzsi, Leah Clark, Elisa, Todd Haberkorn, Chuck Huber, Isikava Jui, Itó Tomohiko, Erik Kimerer, Kinosita Tecuja, Kojama Mami, Maki, Maszunari Kódzsi, Erica Mendez, Matthew Mercer, Mint, Murata Range, Nagahama Hirosi, Nakatake Tecuja, Kóicsi Óhata, RinRin, Szato Sigehiko, Patrick Seitz és Christopher Smith. |
| 2015. április 3–5.          | Washington State Convention & Trade Center Seattle         | 23 419   | Aszai Masaki (APSY), Chris Bevins, Johnny Yong Bosch, Deai Kotomi, Garnidelia, Hirooka Naoto, Imai Arifumi, Itó Kanako, Kasivada Sinicsiró, Kato Hiromi, Kitada Kacuhiko, Kobajasi Oszamu, Kondó Kanako, Macuoka Josicugu, Vic Mignogna, Mori Tosimicsi Mori, Bryce Papenbrook, Rachel Robinson, Simamoto Szumi, Terui Haruka, Ueda Kana, David Vincent és Vatanabe „Max” Makoto.                                                                                              |
| 2016. március 25–27.        | Washington State Convention & Trade Center Seattle         | 23 000   | Aaron Dismuke, Kyle Hebert, Natalie Hoover, Chuck Huber, Isihama Maszasi, Kasivada Sinicsiro, Kavahara Reki, Kavamoto Tosihiro, Jonathan Klein, Kojama Sigeto, Reuben Langdon, Miki Kazuma, Ian Sinclair, Micah Solusod, J. Michael Tatum, Vada Dzsodzsi és Josimacu Takahiro. |
| 2017. április 14–16.        | Washington State Convention & Trade Center Seattle         |          | Aki Takanori, Johnny Yong Bosch, Aaron Dismuke, Megan Emerick, Caitlin Glass, Todd Haberkorn, Natalie Hoover, Irie Jaszuhiro, Kubota Csikasi, Erica Lindbeck, Erica Mendez, Matthew Mercer, Vic Mignogna, Nagahama Hirosi, Chris Patton, Szonoda Kenicsi és Urobucsi Gen. |

## ANCEA
A Sakura-Con szervezői, az Asia-Northwest Cultural Education Association 2012. május 30-án megkapta külügyminiszter díját a Japán kormánytól. A díjat Óta Kijokazu japán főkonzul rezidenciáján adták át.